# 櫻井修一

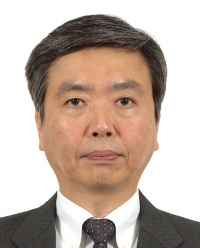

櫻井 修一（さくらい しゅういち、1956年〈昭和31年〉9月1日 - ）は、日本の防衛官僚。防衛省運用企画局長を経て、2011年（平成23年）から2013年（平成25年）まで、内閣官房副長官補。2014年（平成26年）10月からヨルダン駐箚特命全権大使。

## 人物・経歴
岐阜県出身。岐阜県立岐阜高等学校を経て、1979年（昭和54年）東京大学法学部を卒業して、防衛庁に入庁する。
- 1993年（平成5年）8月 防衛庁長官秘書官事務取扱
- 1994年（平成6年）8月 防衛庁長官官房企画官
- 1995年（平成7年）6月 通商産業省資源エネルギー庁石油備蓄課長
- 1997年（平成9年）7月 防衛庁経理局施設課長
- 1998年（平成10年）6月 防衛庁装備局航空機課長
- 2000年（平成12年）6月 防衛庁情報本部情報官
- 2002年（平成14年）9月 防衛庁長官官房文書課長
- 2004年（平成16年）7月 防衛施設庁総務部総括施設調査官
- 2005年（平成17年）8月 防衛庁長官官房審議官
- 2006年（平成18年）7月 長崎県警察本部長
- 2008年（平成20年）8月 内閣官房内閣審議官
- 2010年（平成22年）8月 防衛省運用企画局長
- 2011年（平成23年）8月 内閣官房副長官補[2]
- 2013年（平成25年）7月2日 内閣官房副長官補を退官[3]
- 2013年（平成25年）11月 東京海上日動火災保険株式会社顧問
- 2014年（平成26年）10月2日 ヨルダン駐箚特命全権大使
- 2018年（平成30年）12月1日 第一生命保険株式会社公法人部顧問[4]

## 同期
- 徳地秀士（防衛省運用企画局長、人事教育局長、経理装備局長）